# Flender (Familienname)
Flender ist ein Familienname, der überwiegend im Kreis Siegen-Wittgenstein anzutreffen ist.

## Herkunft
Übertragung eines Hausnamens, zuerst als Beiname, der weitergehend nicht nur auf eine Person und deren Nachkommen, sondern auch auf weitere Bewohner dieses Hauses in späterer Zeit überging.

Zu dem Namen Flender kam das Haus den Quellen nach durch die beruflichen Beziehungen der Bewohner dieses Hauses mit Flandern. Die wirtschaftlichen Verbindungen der Siegerländer Eisenindustrie nach Flandern waren damals stark ausgeprägt. In der frühen Zeit der Familiengeschichte Flender wird in einem Zweig u. a. auch der Name "Flander/Flandern" und "von Flandern" geführt.

## Personen
- Alfred Friedrich Flender (Unternehmer, 1876) (1876–1939), deutscher Unternehmer
- Alfred Friedrich Flender (Unternehmer, 1901) (1901–1969), deutscher Ingenieur und Unternehmer
- August Flender (1899–1982), deutscher Volkswirtschaftler
- Daniel Flender (1665–1723), Professor, Theologe und Schriftsteller
- Friedrich Flender von der Hardt (1674–1707), Siegerländer Freiheitskämpfer, von Wilhelm Hyacinth von Nassau-Siegen (1666–1743) hingerichtet
- Helmut Flender (Theologe) (1918/1919–1990), deutscher Theologe und Pfarrer
- Helmut Flender (Schriftsteller) (* 1969), deutscher Schriftsteller
- Hermann Flender (Theologe) (1653–1725), deutscher Theologe
- Hermann Flender (Diplomat) (1918–2004), deutscher Diplomat
- Hermann Ignatius Flender (1681–1747), deutscher Theologe
- Johannes Flender (1653–1724), Professor, Theologe und Schriftsteller
- Karl Wolfgang Flender (* 1986), deutscher Autor
- Reinhard David Flender, Professor, Komponist und Musikwissenschaftler
- Ulrike Flender (* 1982), Luftwaffenoffizierin und erste deutsche Kampfflugzeugpilotin, siehe Ulrike Fitzer